# Hidalgo Amajac, Uxpanapa
Hidalgo Amajac är en ort i Mexiko.   Den ligger i kommunen Uxpanapa och delstaten Veracruz, i den sydöstra delen av landet, 500 km öster om huvudstaden Mexico City. Hidalgo Amajac ligger 87 meter över havet och antalet invånare är 203.
Terrängen runt Hidalgo Amajac är huvudsakligen platt, men åt nordost är den kuperad. Runt Hidalgo Amajac är det ganska glesbefolkat, med 29 invånare per kvadratkilometer. Närmaste större samhälle är Poblado 10, 14,8 km söder om Hidalgo Amajac. I omgivningarna runt Hidalgo Amajac växer i huvudsak städsegrön lövskog.